# Чикомасов Василь Данилович
Василь Данилович Чикомасов (нар. 6 січня 1934, село Тьоткіно, тепер Глушковського району Курської області, Російська Федерація) —  український радянський діяч, голова колгоспу імені Леніна Глухівського району Сумської області. Депутат Верховної Ради УРСР 11-го скликання.

## Біографія
Народився в родині робітника. З 1948 року — учень токаря Волфинської машинно-тракторної станції Глушковського району Курської області РРФСР.
Потім служив у Радянській армії. Після демобілізації — токар машинно-тракторної станції, токар колгоспу «Росія» Глушковського району Курської області РРФСР.
Член КПРС з 1956 року.
З 1961 року — слюсар, завідувач гаража, начальник автотранспортного підприємства, заступник керуючого Глухівської районної сільгосптехніки Сумської області.
Закінчив Мелітопольський інститут механізації сільського господарства.
У 1973—1983 роках — голова колгоспу «Дружба» села Соснівка Глухівського району Сумської області.
З 1983 року — голова колгоспу імені Леніна міста Глухова Глухівського району Сумської області.
Потім — на пенсії в місті Глухові Сумської області.

## Нагороди
- ордени
- медалі